# 狩勝山
狩勝山（かりかちやま）は、北海道の空知郡南富良野町にある標高984.9mの山である。
山頂には二等三角点「狩勝」が設置されている。

## 概要
日高山脈を構成する北日高の山で、主稜線から少し西に外れた支稜線上に位置する。
かつては「ペンケシットクヌプリ」と呼ばれており、アイヌ語で「ペンケシットク・山」を指し、「ペンケシットク」とは現在のペンケ新得川（パンケ新得川とも）のことである。現在の「狩勝」は石狩国と十勝国の境にあったことからその名がついた。

## 登山
登山道はないため、残雪期に登られることが多い。
主な登山ルートとしては国道38号から狩勝山の北に伸びる尾根に取り付いて山頂へ登る。
山頂からは北日高や大雪山系などの山々が望める。